# Васильев, Алексей Михайлович (учёный)
Алексе́й Миха́йлович Васи́льев (род. 26 апреля 1939, Ленинград) — советский и российский учёный, арабист и африканист. Доктор исторических наук (с 1981), профессор (с 1991), академик Российской академии наук (с 2011).
Почётный президент Института Африки РАН (ИАфр РАН) (с 2015). Заведующий кафедрой африканистики и арабистики Российского университета дружбы народов (РУДН) (с 2013). Директор ИАфр РАН (1992—2015). Специальный представитель Президента России по связям с главами африканских государств (20 февраля 2006 года — 20 марта 2011 года). Президент Центра цивилизационных и региональных исследований РАН. Член Научного совета при Совете Безопасности РФ. Член Научно-экспертного совета при Председателе Совета Федерации Федерального Собрания Российской Федерации. Член Совета по внешней политике МИД России. Член научного совета Российского совета по международным делам. Председатель Научного совета РАН по проблемам экономического, социально-политического и культурного развития стран Африки. Главный редактор журнала «Азия и Африка сегодня» (с 1998). Член редакционного совета международного журнала Social Evolution & History. Член Российского Пагуошского комитета при Президиуме РАН.

## Биография
В 1956 году поступил в МГИМО МИД СССР. Проходил стажировку в Каирском университете (1960—1961). В 1962 году окончил восточное отделение Факультета международных отношений МГИМО. С 1962 по 1967 год — помощник политического обозревателя газеты «Правда» Виктора Васильевича Маевского (1921—1976).
В 1966 году окончил заочную аспирантуру при Институте востоковедения АН СССР, защитил кандидатскую диссертацию на тему: «Ваххабизм и первое государство Саудидов в Аравии (XVIII век)».
В 1967 году был командирован во Вьетнам в качестве собственного «военного» корреспондента «Правды». Оставаясь в этой должности, в 1969—71 годах находился в аппарате редакции, неоднократно выезжал для освещения событий в «горячих точках».
С 1971 по 1975 год — собственный корреспондент газеты «Правда» в г. Анкаре по региону Турция, Иран, Афганистан, страны Аравии, а также Сирии, для освещения арабо-израильской войны 1973 года. С 1975 по 1979 год — собственный корреспондент «Правды» по Египту, Судану, Ливии, Йемену, Эфиопии.
С 1979 по 1983 год — обозреватель отдела международных проблем газеты «Правда».
В 1981 году в Институте востоковедения защитил докторскую диссертацию «Эволюция социально-политической структуры Саудовской Аравии 1745—1973 гг.».
С 1983 года — заместитель директора Института Африки АН СССР, в 1992—2015 годах — директор Института Африки РАН, с 2015 года — почётный президент Федерального государственного бюджетного учреждения науки «Института Африки РАН».
С 2003 года — заведующий кафедрой африканистики и арабистики РУДН.
Жена — Галина Сергеевна (в девичестве Любушкина); дочери Анастасия и Екатерина, три внучки.

## Научная деятельность
В сферу научных интересов А. М. Васильева входят фундаментальные вопросы социально-политической истории арабских стран в новое и новейшее время, международные отношения стран Ближнего и Среднего Востока, включая отношения с Россией, роль религии в политической борьбе, социальные сдвиги в странах Ближнего и Среднего Востока, этнопсихологические факторы в общественной жизни региона, а также проблемы исламского экстремизма и терроризма.
Первым в Советском Союзе он изучил феномен «ваххабизма», учитывая как труды его основателя Мухаммеда ибн Абдель Ваххаба, так и его предшественников. Капитальный труд А. М. Васильева — «История Саудовской Аравии», выдержавшая несколько изданий в переработанном и дополненном виде на русском, арабском и английском языках. Впервые в мировой науке автор осуществил исследование социально-экономической и политической истории этой страны за период двух с половиной веков, используя источники на арабском, турецком, английском, французском, итальянском, немецком и русском языках, включая материалы из российских и советских архивов. Алексей Васильев также выпустил две библиографические работы по Саудовской Аравии, единственные в России. Его последний труд «Король Фейсал. Личность. Эпоха. Вера» был посвящён роли личности в жизни и политике на примере Королевства Саудовской Аравии, значительному весу религии и духовного начала в формировании политического курса государства.
Алексеем Михайловичем была разработана теория мусульманской реформации в период кризиса арабо-османского феодализма и изучены особенности докапиталистического ближневосточного общества и специфика развития рыночных отношений как в странах с высокими нефтяными доходами, так и в других арабских государствах, учитывая изменения их социально-политической структуры. Кроме того, в соавторстве с В. Ю. Кукушкиным и А. А. Ткаченко Васильев осуществил сравнительный анализ процесса приватизации в России и государствах Центральной Азии и арабских странах.
Научные интересы Алексея Васильева не ограничивались Ближним и Средним Востоком. Он стал первопроходцем в анализе ряда социально-экономических проблем Африки, в том числе южнее Сахары, в особенности в оценке африканского социума как «многомерного», патронажно-клиентельного, сочетающего патриархальные традиционные элементы с современными (монографии «Африка — падчерица глобализации», «Африка и вызовы XXI века»).
Среди трудов Алексея Васильева можно выделить монографию «Россия на Ближнем и Среднем Востоке: от мессианства к прагматизму», изданную также на арабском и английском языках. В ней за период с 1917 по 1991 год изучена эволюция отношений России с государствами региона с точки зрения возможностей и результатов конкретной политики. Готовится к изданию второй том работы: «Пределы прагматизма».
Ряд трудов А. М. Васильева охватывает «нефтяной» фактор в международных отношениях в регионе[уточнить].
Среди его первых публицистических работ есть книга репортажей «Ракеты над цветком лотоса. Вьетнам в дни войны» — итог двухлетнего пребывания во Вьетнаме в качестве корреспондента «Правды». За последние годы в центре его внимания — революционные потрясения в арабском мире и роль религиозного экстремизма и исторических корней терроризма. Вместе с Н. Петровым он стал одним из составителей и авторов книги «Рецепты арабской весны».
В течение почти 25 лет А. М. Васильев руководил Институтом Африки РАН. Одновременно он курировал работу Центра цивилизационных и региональных проблем, руководил подготовкой серий «История стран Африки», «История религий в Африке» и справочно-монографических изданий по странам Африки.
Алексей Васильев выступил ответственным редактором около 50 монографий, в том числе двухтомной «Энциклопедии Африки».
Алексей Михайлович Васильев был личным представителем Президента РФ по связям с лидерами африканских государств и участвовал в российской делегации на саммитах «Большой восьмёрки», а также входил в российские делегации на высшем уровне Президента М. С. Горбачева, президента Д. А. Медведева, Председателя Совета Министров Черномырдина В. С. Постоянно принимает участие в работе международных форумов, в том числе организованных ЮНЕСКО. Он член Российского Пагуошского комитета.

## Награды и звания
- Заслуженный деятель науки Российской Федерации (1999)[10]
- Премия имени Е. В. Тарле РАН (2003) — за серию работ по социально-политической истории государств Ближнего и Среднего Востока
- Орден Почёта (2009)[11]
- Орден Дружбы (2011) — за большой вклад в развитие и укрепление отношений между Российской Федерацией и африканскими государствами[12]
- медали

## Основные работы
- Нефть: монополии и народы. — М.: 1964.
  - Монополии и народы. (на болг. языке). София: 1965.
- Пуритане ислама? Ваххабизм и первое государство Саудидов в Аравии, (1744/45-1818). — М.: 1967.
- Ракеты над цветком лотоса: Вьетнам в дни войны. — М.: 1970.
- Путешествие в «Арабиа Феликс». — М.: 1974.
- Факелы Персидского залива. — М.: 1976.
  - Факелы Персидского залива. (на фарси). — Тегеран, 1358.
- Трудный перевал. — М., 1977.
- Мост через Босфор. — М., 1979.
  - Мост через Босфор. — 2-е изд., перераб. и доп. — М.: 1989.
- Нефть залива и арабская проблема. (на араб. языке). — Каир:. 1979.
- История Саудовской Аравии (1745—1973). — М.: 1982.
  - История Саудовской Аравии — [Изд. испр. и доп.] (на араб. языке). — М.: 1986.
- Библиография Саудовской Аравии. — М.: 1983.
- Персидский залив в эпицентре бури. — М., 1983.
  - Персидский залив в эпицентре бури. (на арм. языке) — Ереван: 1986.
- Персидский залив под прицелом Пентагона. (на араб. языке). — М.: 1984.
- Египет и египтяне. — М., 1986.
  - Египет и египтяне. (на араб. языке) — М., 1989.
  - Египет и египтяне. (на латыш. языке). — Рига: 1990.
  - Египет и египтяне. (на эст. языке). — Таллинн: 1992.
  - Египет и египтяне. — 2-е изд., испр. и доп. (на араб. языке) — Бейрут: 1994.
  - Египет и египтяне. — 3-е изд., перераб. и доп. — М.: 2008.
- Корни тамариска. — М., 1987.
- Россия на Ближнем и Среднем Востоке: от мессианства к прагматизму. — М., 1993.
  - Russian Policy in the Middle East: From Messianism to Pragmatism. — Reading: 1993.
  - Россия на Ближнем и Среднем Востоке: от мессианства к прагматизму. (на араб. языке). — Каир: 1996.
- История Саудовской Аравии от середины XVIII в. до конца XX в. — М., 1994.
  - История Саудовской Аравии от середины XVIII в. до конца XX в. (на араб. языке). — Бейрут: 1995.
  - The History of Saudi Arabia. — London: 1998.
  - История Саудовской Аравии (1745 — конец XX в.). — М., 1999.
- Аннотированная библиография Саудовской Аравии (Публикации на русском языке). — М., 2000.
- Иракская агрессия против Кувейте. в зеркале российской прессы (август 1990 — апрель 1991). — М., 2000.
- Приватизация: Сравнительный анализ: Россия, Центральная Азия, арабские страны (в соавторстве с Кукушкиным В. Ю., Ткаченко А. А.). — М.: 2002.
- Африка — падчерица глобализации. — М., 2003.
- Ближневосточный конфликт: состояние и пути урегулирования (в соавторстве с Ткаченко А. А. и др.). — М.: 2007
- Король Фейсал. Личность. Эпоха. Вера. — М., 2010. ISBN 978-5-02-036408-0
  - Король Фейсал. Личность. Эпоха. Вера. (на араб. языке). — Бейрут, 2012. ISBN 978-1-85516-862-6
  - King Faisal of Saudi Arabia. Personality, Faith and Times. — London, 2012. ISBN 978-0-86356-689-9
- Рецепты арабской весны. — М.: Алгоритм, 2012. ISBN 978-5-4438-0148-3
- Африка и вызовы XXI в. — М., 2012. ISBN 978-5-02-036501-8
- Исламские радикальные движения на политической карте современного мира. Вып. 2. Северный и Южный Кавказ (в соавт.). — М., 2017. ISBN 978-5-7164-0719-0
- Исламистские движения на политической карте современного мира. Вып. 3. Афроазиатская зона нестабильности (в соавт.). — М., 2018. ISBN 978-5-91298-219-4
- От Ленина до Путина. Россия на Ближнем и Среднем Востоке. — М., 2018. ISBN 978-5-227-07511-6
  - Russian Middle East Policy. From Lenin to Putin. — London, 2018. ISBN 978-1-138-56360-5 (hard cover). ISBN 978-1-315-12182-6 (e-book)

## Переводы произведений
- من لينين إلى بوتين. روسيا في الشرق الأوسط والشرق الأدنى | فاسيليف أليكسي | [Пер. на араб. М. Н. Эльгебали] — Каир: Издательство «Российские новости», 2018. — 746 с.